# Sœurs des Saints-Cœurs de Jésus et de Marie
Les sœurs des Saints-Cœurs de Jésus et de Marie (en latin : Congregationis Sororum a Sacris Cordibus Jesu et Mariae) sont une congrégation religieuse féminine enseignante et hospitalière de droit pontifical.

## Historique
Marie-Amélie Fristel (1798-1866) membre du Tiers-Ordre du Cœur de la Mère Admirablelié aux eudistes se dédie aux œuvres de charité, elle vient de recevoir, par un legs d’Henri Lemarié, la propriété des Chesnes, un vaste site de sept hectares à Paramé proche de Saint-Malo. Elle y ouvre en 1846 un abri pour les personnes âgées et les malades ; pour le gérer, elle organise une communauté inspirée des eudistes.
Dans un premier temps,  Godefroy Brossay-Saint-Marc, archevêque de Rennes refuse son approbation à la communauté et invite les femmes à se joindre à une congrégation existante, mais en 1853, Charles Poirier, un eudiste missionnaire et évêque du diocèse de Roseau, fonde à la Dominique une congrégation religieuse qui s’inspire du Tiers Ordre des Eudistes. Après des démarches entreprises le 29 août auprès du prélat missionnaire, Charles Poirier accepte le 20 octobre 1853 d'ajouter la communauté de Paramé à sa congrégation. Apprenant la nouvelle,  Brossais Saint-Marc lève l’interdiction et autorise la fondation de la congrégation. 
La première profession religieuse a lieu le 11 novembre 1853 en présence d'Amand-René Maupoint, vicaire général. Pour obtenir la reconnaissance civile, la congrégation de Paramé adopte les statuts des sœurs de la Providence de Ruillé-sur-Loir, elle est approuvée par Napoléon III par décret du 21 février 1859.
En raison des lois anticongrégationistes, les religieuses quittent la France et se rendent au Canada, en Belgique et aux Pays-Bas ; en 1957, elles ouvrent leur première mission en Côte-d'Ivoire. 
La congrégation reçoit le décret de louange le 11 décembre 1914 et ses constitutions sont définitivement approuvées par le Saint-Siège le 12 janvier 1949.
En 2022, les religieuses qui vivent à Paramé, un quartier de Saint-Malo, ne sont plus qu'une vingtaine avec une moyenne d'âge de 84 ans. Elles décident de se séparer de leur patrimoine de sept hectares. Les acquéreurs doivent présenter des projets « à taille humaine, et porter les valeurs de l’intergénérationnel, la mixité sociale, la protection de l’environnement et celle des personnes les plus vulnérables ».

## Activités et diffusion
Les sœurs se consacrent à diverses œuvres caritatives et éducatives. 
Elles sont présentes en:
- Europe : France, Pays-Bas.
- Amérique : Canada.
- Afrique : Bénin, Côte d'Ivoire.

La maison généralice est à Paramé quartier de Saint-Malo. 
En 2017, la congrégation comptait 196 sœurs dans 51 maisons. En 2022, elles sont au nombre de 150 dont une vingtaine à Paramé avec une moyenne d'âge de 84 ans.